# Vivian Gray
Vivian Gray (Escócia, 19 de Fevereiro de 1983) é uma apresentadora de televisão e atriz britânica, mais conhecida por suas participações em telenovelas como Desire e Valeria y Maximiliano, e por co-apresentar o programa de televisão That's So Hollywood. Também possui cidadania mexicana.

## Filmografia

### Televisão
- 2008 Passions como Elena
- 2006 Desire como Suzy Edwards
- 1991 Valeria y Maximiliano como Angelica
- 1990 Hora marcada como a Morte

### Cinema
- 2009 Dread como Tabitha Swan
- 2006 Juarez, Mexico como Gloria